# 何维柏墓
何维柏墓位于中国广东省佛山市三水区金本镇芹坑村罗盘岗西北坡，建于1587年，1983年公布为三水市文物保护单位，2006年10月25日列入第四批佛山市文物保护单位。